# ميتسورو أداتشي
ميتسورو أداتشي (باليابانية:  あだち充) فنان مانغا ومؤلف ياباني ولد في 9 شباط 1951 في مقاطعة إسيساكي في محافظة غونما في اليابان.

## حياته
بعد تخرجه من المدرسة الثانوية في عام 1969. عمل كمساعد لـ Isami Ishii, كما قام بإصدار أول مانجا له مع مساعدة Kieta Bakuon سنة 1970 أول أعماله Nine والذي حققت نجاح كبير سنة 1978 وقد استمر في النجاحه في أعماله المستقبلية ومنها Miyuki, Rough, Touch وغيرها، كما هناك مانجا باسم Theo's or bat victoryi وهي بالفرنسية حيث كان له الكثير من المعجبين في فرنسا وتم ترجمة أعماله للفرنسية. في 2009 ربح ميتسورو أداتشي جائزة 54th Annual Shogakukan Manga Award for shōnen manga لأجل Cross Game حيث تم تحولها إلى انيمي في سنة 2010 وتعتبر المانغا مشهورة كثير ومحبوبة.

## من أعماله
- Miyuki
- Rough
- Touch

## روابط خارجية
- ميتسورو أداتشي على موقع IMDb (الإنجليزية)
- ميتسورو أداتشي على موقع قاعدة بيانات الفيلم (الإنجليزية)
- ميتسورو أداتشي على موقع كينوبويسك (الروسية)
- ميتسورو أداتشي على موقع ANN person (الإنجليزية)